# C12H8Cl6
化学式C12H8Cl6（摩尔质量：364.91 g/mol）可以指以下化合物：
- 艾氏剂，CAS号：309-00-2
- 异艾氏剂，CAS号：465-73-6

|  | 这个同类索引页列出了具有相同分子式的化学物（即同分異構體）条目。 除非您是有意链接至本页，否则应将相应条目的内部链接指向正确的条目。 |